# Agrostis aristata
Agrostis aristata é uma espécie de gramínea do gênero Agrostis, pertencente à família Poaceae.